# Georg Benedikt Winer
Georg Benedikt Winer (13 avril 1789, Leipzig - 12 mai 1858, Leipzig), est un théologien protestant allemand, connu pour ses études linguistiques du Nouveau Testament.

## Biographie
Il étudie la théologie à Leipzig, où en 1819 il commence à travailler comme conservateur à l'Universitätsbibliothek Leipzig. En 1823, il devient professeur titulaire de théologie à l'université d'Erlangen, puis en 1832 retourne à Leipzig, où il exerce un rôle similaire à celui d'Erlangen. À plusieurs reprises, il est doyen de la faculté de théologie et, en 1842, est nommé recteur de l'université.
De 1824 à 1830, il édite avec JGV Engelhardt, le Neues kritisches Journal der theologischen Literatur, et seul de 1826 à 1832, le Zeitschrift für wissenschaftliche Theologie. Il est connu comme l'auteur d'une Grammatik des neutestamentlichen Sprachidioms (1821, 8e édition, révisée par Paul Wilhelm Schmiedel, 1894 ff.).
Ses autres œuvres sont : 
- Komparative Darstellung des Lehrbegriffs der verschiedenen christlichen Kirchenpartheien (1824; 4e édition par P. Ewald, 1882).
- Biblisches Realwörterbuch (1820; 3e édition 1847–1848, 2 volumes) – Dictionnaire biblique.
- Grammatik des biblischen und targumischen Chaldaismus (1824; 3e édition par B Fischer, Chaldäische Grammatik für Bibel und Talmud, 1882.
- Handbuch der theologischen Literatur (1820; 3e édition 1838–1840, 2 volumes; supplément, 1842) – Manuel de littérature théologique[1].